# Cavendishia santafeensis
Cavendishia santafeensis är en ljungväxtart som beskrevs av J.L. Luteyn. Cavendishia santafeensis ingår i släktet Cavendishia och familjen ljungväxter. Inga underarter finns listade i Catalogue of Life.